# Котов, Владимир Андреевич
Влади́мир Андре́евич Котов (род. 21 февраля 1958, Должа, Витебская область) — советский и белорусский легкоатлет, который специализировался в беге на длинные дистанции. Победитель чемпионата СССР 1980 года в марафоне с результатом 2:10.58, этот результат до сих пор является рекордом Белоруссии.
Мастер спорта СССР международного класса.
На олимпийских играх 1980 года занял 4-е место в марафоне. Занял 178-е место на чемпионате мира по кроссу 1981 года. На чемпионате мира 1993 года занял 22-е место в марафоне — 2:24.26. Победитель сверхмарафона The Comrades в 2000, 2002 и 2004 годах.

## Биография
Заочно учился в Витебском ветеринарном институте.

### Спортсмен
К 1986 году результаты Котова снизились. Управление легкой атлетики Белоруссии предложило Валерию Смехнову взять его в свою группу. В то время у Котова была плохая техника бега, закрепощенные из-за сдвига позвонков мышцы спины и болезни внутренних органов, в частности надпочечников. Руководство собиралось исключить его из команды.
Владимир занялся здоровьем, закаливанием, изменил питание, на отрезках и стоя на месте отрабатывал технику бега и движения рук. После 2:13.51 на Вильнюском марафоне 1986 года последовала неудача на Играх доброй воли — 2:20.10 и 12 место. Тренер изменил методику: стал давать большой период отдыха после больших нагрузок и болезней, повседневно контролируя восстановление.
24 сентября 1989 года в Бирмингеме 31-летний сержант Советской Армии Владимир Котов победил с результатом 2:12.48 и выиграл $15 900 (10 000 фунтов стерлингов) + новейшая модель «Фольксвагена». 95 % призовой суммы досталось федерации. Котов стал вторым после Сергея Бубки советским атлетом, получившим такой автомобиль.
Адидас — в то время спонсор сборной СССР — отправил протест в Госкомспорт СССР: Котов бежал в обуви Азикс Тайгер. Перед стартом он заклеил пластырем фирменные знаки. Через несколько километров пластырь отклеился. Котов (кандидат в сборную команду СССР) получил строгое предупреждение «о недопущении подобного в дальнейшем».
В 1995 году Владимира Котова, который тогда жил в Польше, начал заочно, по телефону и переписке, тренировать заслуженный тренер СССР Виктор Краузе.
В настоящее время[когда?] проживает в ЮАР.
1. ↑  не первый случай в тренерской карьере Валерия Смехнова: в 1985 году Раиса Смехнова бежала на Кубке мира в повязке Тайгер и была дисквалифицирована

## Результаты
- в скобках указан возраст

| Год       | 5000 м  | 10 000 м | марафон       |
| --------- | ------- | -------- | ------------- |
| 1975 (17) | 14.42,0 | —        | —             |
| 1976 (18) | 14.26.0 | —        | —             |
| 1977 (19) | 14.10,2 | 29.47,8  | —             |
| 1978 (20) | —       | 28.52,0  | 2:20.10,8     |
| 1979 (21) | —       | —        | 2:13.26,0     |
| 1980 (22) | —       | —        | 2:10.58,0 NR* |

### Соревнования
| Год  | Соревнование     | Город  | Дистанция | Дата   | Результат | Место |
| ---- | ---------------- | ------ | --------- | ------ | --------- | ----- |
| 1986 | Игры доброй воли | Москва | марафон   | 6 июля | 2:20.10   | 12    |

| Год  | Соревнование        | Город              | Дистанция   | Дата       | Результат | Место         |
| СССР | СССР                | СССР               | СССР        | СССР       | СССР      | СССР          |
| ---- | ------------------- | ------------------ | ----------- | ---------- | --------- | ------------- |
| 1979 | Спартакиада         | Москва             | марафон     | 29 июля    | 2:13.26   | 5/6           |
| 1980 | Чемпионат           | Москва             | марафон     | 24 мая     | 2:10.58,0 | I             |
| 1984 | Чемпионат           | Баку               | марафон     | 13 мая     | 2:18.19   | 23            |
| 1985 | Чемпионат           | Могилёв            | марафон     | 15 июня    | 2:16.18   | 17            |
| 1986 | Кубок (по марафону) | Пирчюпяй — Вильнюс | марафон     | 26 апреля  | 2:13.52   | 4             |
| 1987 | Чемпионат           | Могилёв            | марафон     | 7 июня     | 2:15.11   | 15            |
| ЮАР  |                     |                    |             |            |           |               |
| 2006 | Чемпионат           | Порт-Элизабет      | марафон     | 12 февраля | 2:25.22   | 30            |
| 2008 | Чемпионат           | Стелленбос         | 10 км       | 30 августа | 32.39     | 58[уточнить]  |
| 2008 | Чемпионат           | Порт-Элизабет      | полумарафон | 5 июля     | 1:12.13   | 75[уточнить]  |
| 2009 | Чемпионат           | Стелленбос         | 10 км       | 29 августа | 32.33     | 75[уточнить]  |
| 2009 | Чемпионат           | Порт-Элизабет      | полумарафон | 4 июля     | 1:13.59   | 150[уточнить] |
| 2010 | Чемпионат           | Парл               | 10 км       | 14 августа | 32.08     | 50[уточнить]  |
| 2010 | Чемпионат           | Порт-Элизабет      | полумарафон | 24 июля    | 1:09.38   | 60[уточнить]  |
| 2010 | Чемпионат           | Дурбан             | марафон     | 2 октября  | 2:31.17   | 25            |
| 2011 | Чемпионат           | Джордж             | марафон     | 13 февраля | 2:30.24   | 34            |
| 2011 | Чемпионат           | Порт-Элизабет      | полумарафон | 2 июля     | 1:12.01   | 60[уточнить]  |
| 2012 | Чемпионат           | Кейптаун           | полумарафон | 26 августа | 1:12.30   | 65[уточнить]  |
| 2012 | Чемпионат           | Кимберли           | 10 км       | 19 мая     | 33.33     | 80[уточнить]  |
| 2013 | Чемпионат           | Оудсхурн           | марафон     | 3 февраля  | 2:34.33   | 28            |

1. ↑  Чемпионат СССР / Спартакиада
2. ↑  или 2:25.24[4]

| Год  | Соревнование          | Город         | Дистанция        | Дата        | Результат  | Место |
| ---- | --------------------- | ------------- | ---------------- | ----------- | ---------- | ----- |
| 1989 | Бирмингемский марафон | Бирмингем     | марафон          | 24 сентября | 2:12.48    | 1     |
| 1991 | Эйндховенский марафон | Эйндховен     | марафон          | 13 октября  | 2:14.03    | 1     |
| 1995 | Белградский марафон   | Белград       | марафон          | 22 апреля   | 2:14.00    | 1     |
| 2000 | The Comrades          | Квазулу-Натал | 87 км (вверх)    | 16 июня     | 5:25.33 MR | I     |
| 2012 | The Comrades          | Квазулу-Натал | 89,28 км (вверх) | 3 июня      | 5:48.12    | 21    |